# Río Chureo
El río Chureo es un curso natural de agua que nace al borde occidental de la frontera internacional de la Región de Ñuble y fluye con dirección general oeste hasta desembocar en la ribera derecha del río Ñuble, en El Coironal.: 216 

## Trayecto
El río Chureo nace en las vecindades del paso Chureo y drena las laderas occidentales del cordón limítrofe.: 415  A mitad de camino recibe por su derecha las aguas del río de Las Truchas, emisario de la laguna homónima.

## Historia
Francisco Astaburuaga escribió en 1899 en su obra póstuma Diccionario geográfico de la República de Chile sobre el río:
Choreo.-—Riachuelo corto del centro de los Andes en el departamento de San Carlos. Procede de la sierra por donde se halla al través de esa cordillera el boquete de Alico y corre hacia el O., unido con otra corriente de agua, Llamada de las Truchas, á vaciar en la derecha de la parte superior del río Ñuble.